# Un étrange voyage
Pour plus de détails, voir Fiche technique et Distribution.
Un étrange voyage est un film français réalisé par Alain Cavalier sorti en 1981.

## Synopsis
Pierre est un restaurateur de tableaux anciens qui vit seul, séparé depuis quinze ans de Claire et de leur fille Amélie, étudiante qui ne s'est pas remise de leur séparation. Pierre insiste pour que sa mère vienne le voir en prenant le train, alors qu'elle souhaite venir le lendemain. Il se rend à la Gare de l'Est pour l'accueillir. Cette dernière n'est pas à l'arrivée du train, ni du suivant. Après une nuit à ne pas dormir, Pierre est inquiet et décide d'aller voir à Troyes. Il se fait ouvrir par un serrurier la porte de la villa de sa mère, et n'y trouve personne. L'absence de son sac à main prouve qu'elle est sortie. Pierre signale cette disparition au commissariat, mais devant le peu d'empressement du commissaire, il commence des recherches personnelles à la gare de départ et interroge avec une photo de sa mère les voyageurs qui prennent le même train, jusqu'à ce qu'un responsable lui dise d'arrêter d'importuner les voyageurs. Un inconnu qui a observé Pierre lui apprend, moyennant une forte somme, que sa mère a bien pris le train prévu pour Paris et fournit des détails sur le sac qu'elle portait, ce qui authentifie son témoignage. Mais ce témoin s'éclipse pour ne pas faire de déclaration au commissariat. 
Pierre en déduit que sa mère pourrait être tombée du train pendant le trajet. Insatisfait des vagues recherches diligentées par le commissaire, il décide de longer à pied la voie ferrée en partant de la gare de Troyes pour aller à Paris. 
Sa fille Amélie a obtenu deux autorisations de la SNCF pour circuler le long des voies, elle l'accompagne dans cette quête commune et minutieuse, explorant chacun d'un côté de la voie tous les talus et tous les buissons. Tous les deux vont apprendre à mieux se connaitre lors des étapes dans les localités traversées par la ligne de train. Amélie retrouve un père, mais Pierre est partagé entre déni de la disparution de sa mère et crainte de la découvrir morte.

## Fiche technique
- Réalisation : Alain Cavalier, assisté de Patrick Dewolf
- Scénario : Alain Cavalier et Camille de Casabianca
- Production : Danièle Delorme et Yves Robert
- Photographie : Jean-François Robin
- Montage : Joëlle Hache
- Année : 1981
- Pays :  France
- Genre : Drame
- Durée : 100 min

## Distribution
- Jean Rochefort : Pierre
- Camille de Casabianca : Amélie
- Arlette Bonnard : Claire
- Dominique Besnehard : Marc
- Patrick Depeyrrat : le guichetier méridional
- Roland Amstutz : le surveillant des voies
- Gérard Chaillou : le cadre SNCF
- Alain Lachassagne : le serrurier
- Patrick Bonnel : l'agent SNCF
- Hubert Saint-Macary : l'examinateur
- François Berléand : le témoin escroc
- Gérard Darier : l'agent de police Gino
- Jean-François Robin : le commissaire Paris
- Jean-Pierre Bagot : le commissaire Troyes
- Laurent Guérin : le mitron
- Éric Métayer : un des trois voyous

## Tournage
Le film a été tourné dans le département de la Haute-Marne (Viaduc de Chaumont)

## Distinctions
- Prix Louis-Delluc 1980